# هينز ديكيرز
هينز ديكيرز (بالهولندية: Hens Dekkers)‏ (6 مايو 1915 – 19 نوفمبر 1966) هو ملاكم هولندي راحل، مثّل بلاده في الألعاب الأولمبية الصيفية 1936.

## روابط خارجية
هينز ديكيرز على موقع أوليمبيديا (الإنجليزية)